# Engstlatt
Engstlatt ist ein Stadtteil von Balingen im Zollernalbkreis (Baden-Württemberg). Das Dorf liegt am Fuße der Schwäbischen Alb.

## Geographie
Engstlatt weist eine Gemarkungsfläche von 740 Hektar aus, davon sind 240 Hektar Wald. Am westlichen Rand des westlich des Dorfes liegenden Gewerbegebietes passiert die Eyach die Gemarkung.

## Geschichte
Engstlatt wurde in der ersten Hälfte des 12. Jahrhunderts als Ingislatt erstmals erwähnt. Seit dem 13. Jahrhundert gehörte der Ort zur Herrschaft Schalksburg und kam so bei deren Verkauf 1403 an Württemberg. Seither gehörte Engstlatt zum Amt und später Oberamt Balingen. Somit lag Engstlatt seit 1806 im neu errichteten Königreich Württemberg, aus welchem 1919 der gleichnamige Volksstaat hervorging. 1934 kam Engstlatt zum Kreis und 1938 zum Landkreis Balingen.
1944 bis 1945 wurde von Häftlingen des benachbarten KZ Bisingen das Werk 3 des Unternehmens Wüste errichtet, mit dem Treibstoff aus Ölschiefer gewonnen werden sollte. Das Werk ging allerdings nie in Betrieb.
Am 1. Oktober 1973 wurde Engstlatt nach Balingen eingemeindet.

## Religion
- Evangelische Kirchengemeinde Engstlatt

## Politik

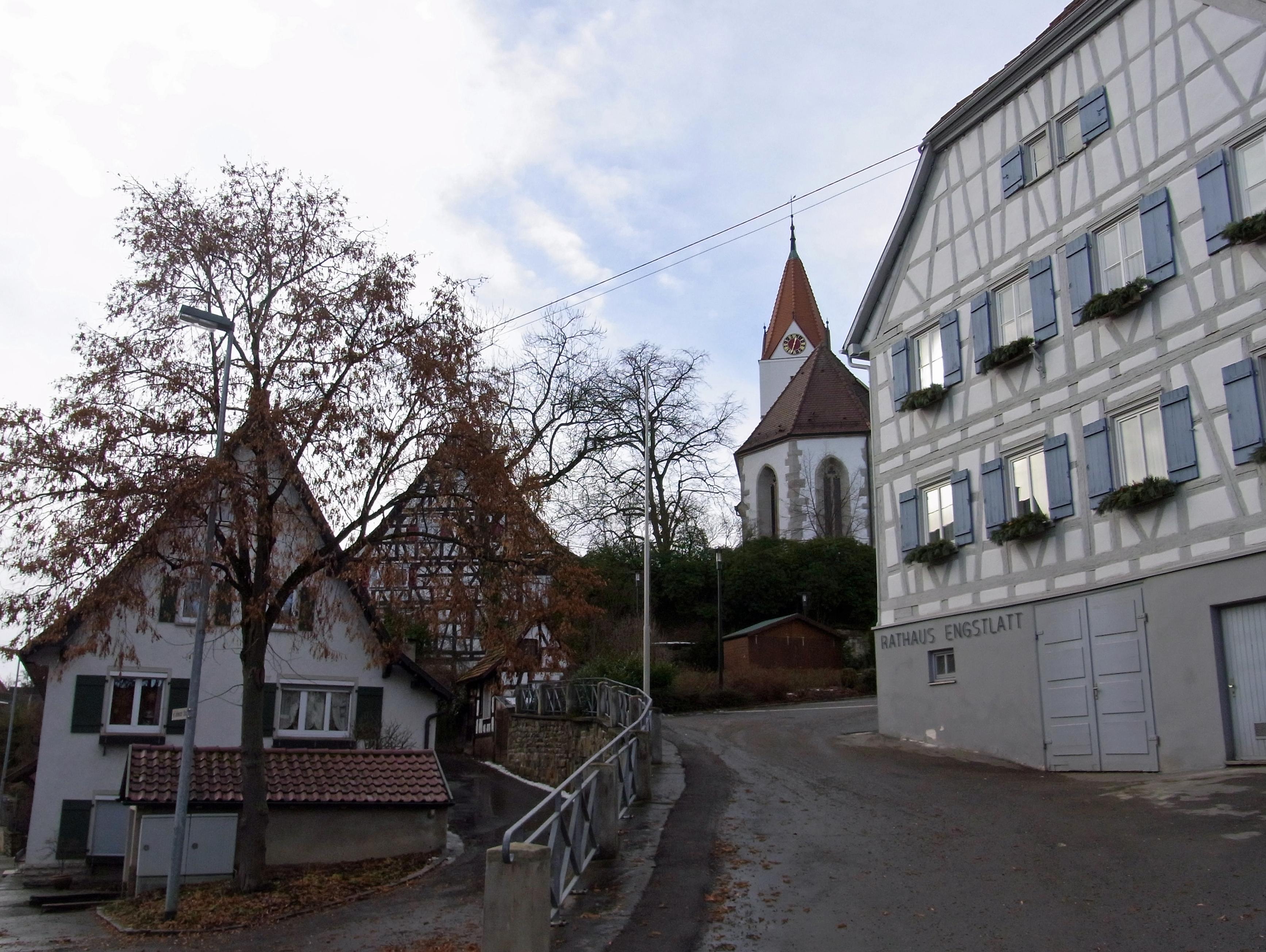
Rathaus und Peterskirche

### Ortsvorsteher
- Klaus Jetter (2014)

### Wappen
Das Wappen von Engstlatt zeigt über einem schwarzen Dreiberg ein schwarzes Posthorn auf weißem (silbernem) Grund.

## Bauwerke
Siehe auch: Liste der Kulturdenkmale in Engstlatt

### Peterskirche
Auf einem Hügel über dem Ort gelegen steht die evangelische St.-Peters-Kirche. Von der nahe gelegenen Bundesstraße fällt der 36 Meter hohe Turm der 1471 erbauten, spätgotischen Kirche schon von weitem ins Auge.

### Kirche St. Johannes
Die katholische Kirche St. Johannes wurde 1966 fertiggestellt.

## Wirtschaft und Infrastruktur

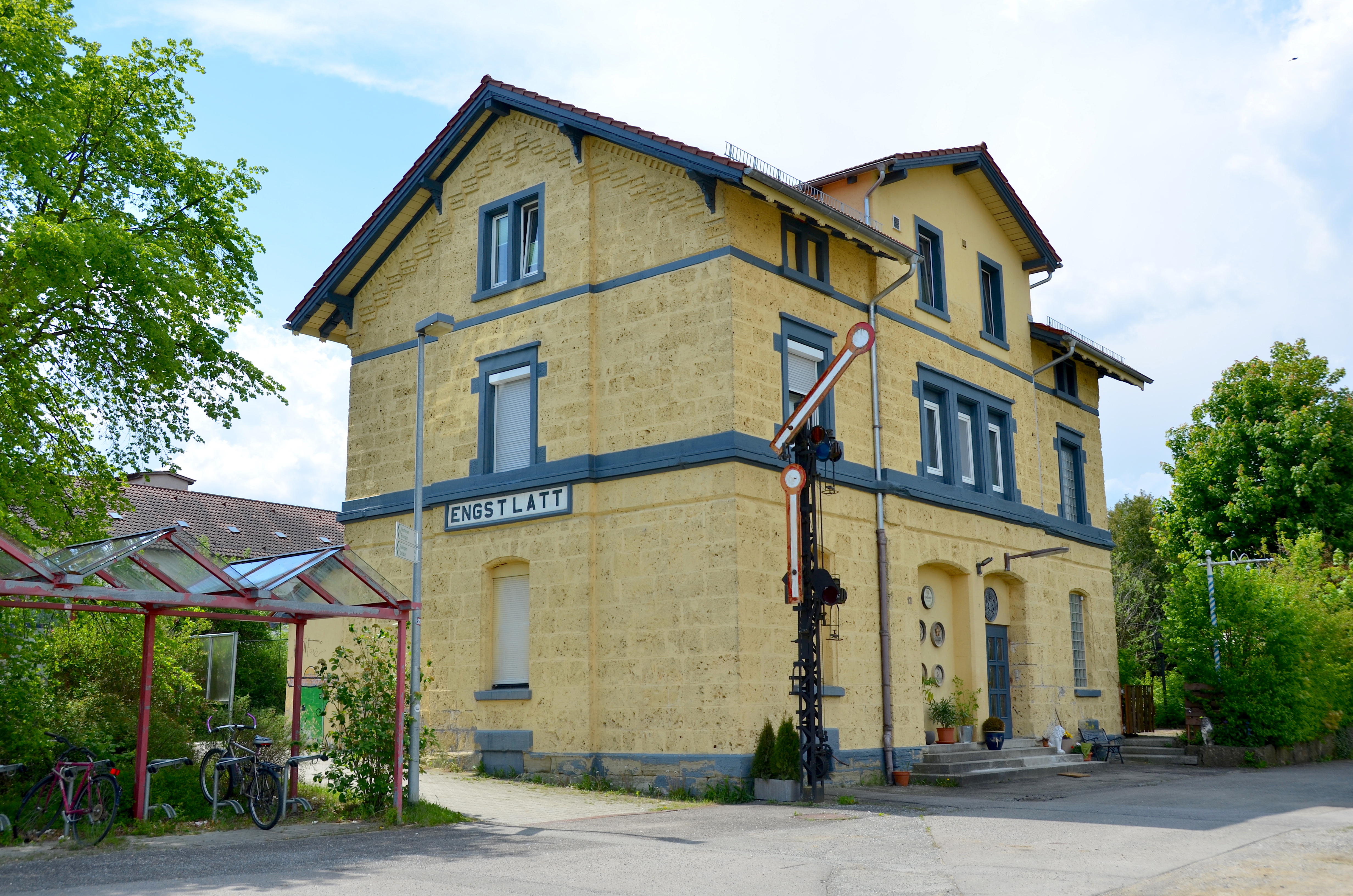
Bahnhof Engstlatt (2019)

### Verkehr
Engstlatt liegt direkt neben der Bundesstraße 27, die hier vierspurig ausgebaut ist und über Tübingen nach Stuttgart führt. Ebenso ist Engstlatt mit einem Bahnhof direkt der Zollernalbbahn (Stuttgart-Sigmaringen) angeschlossen. Durch den Ort führt die alte Schweizer Straße.

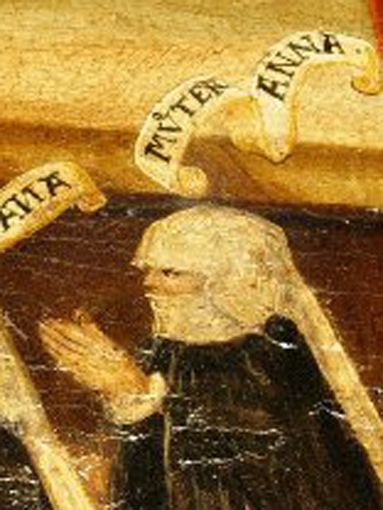
Porträt Anna Murschels auf dem Epitaph ihres Gatten

### Öffentliche Einrichtungen
- Freiwillige Feuerwehr Balingen, Abteilung Engstlatt

### Söhne und Töchter der Stadt
- Anna Murschel (* um 1533, † nach 1600), Witwe des langjährigen Balinger Bürgermeisters Caspar Murschel, wurde in einem Hexenprozess angeklagt, konnte aber trotz intensiver Folter nicht zu einem Geständnis gezwungen werden und wurde entlassen.